# أنتون ليفي
ولد أنتون ليفي (بالإنجليزية: Anton LaVey)‏ عام 1930 في مدينة شيكاغو الأمريكية من عائلية علمانية اليهودية، وكان موسيقيًا و‌ممثلًا ومحبًا للخوارق الطبيعية. وهو من بين المؤسسين الأوائل لفرقة عبدة الشيطان. توفي ليفي عام 1997.

## تأسيس كنيسة الشيطان
أسس أنتون كنيسة الشيطان عام 1966. وأوجد المذهب اللافي وهو نظام مستوحى من مفاهيمه للطبيعة الإنسانية، ورأي الفلاسفة الذين دافعوا عن المذهب المادي والمذهب الفردي. وقد أظهر ليفي الشيطان كرمز للقيم الأرضية.

## مؤلفاته
كان كاتبًا، ومن أشهر كتبه: الإنجيل الشيطاني، والطقوس الشيطانية.

## روابط خارجية
- أنتون ليفي على موقع IMDb (الإنجليزية)
- أنتون ليفي على موقع الموسوعة البريطانية (الإنجليزية)
- أنتون ليفي على موقع الموسوعة البريطانية (الإنجليزية)
- أنتون ليفي على موقع ميوزك برينز (الإنجليزية)
- أنتون ليفي على موقع إن إن دي بي (الإنجليزية)
- أنتون ليفي على موقع ديسكوغز (الإنجليزية)
- أنتون ليفي على موقع قاعدة بيانات الفيلم (الإنجليزية)